# إيرين والتر
إيرين والتر (بالإنجليزية: Erin Walter)‏ (28 نوفمبر 1983 بقرية إلك غروف في الولايات المتحدة - ) هي لاعبة كرة قدم أمريكية في مركز الوسط. لعبت مع Saint Louis Athletica ‏ وChicago Red Eleven ‏.

## وصلات خارجية
- إيرين والتر على موقع Soccerway.com (الإنجليزية)